# Christiane Köpke
Christiane Köpke   (Brandenburg an der Havel, 24 d'agost de 1956), de soltera Knetsch, és una ex-remadora alemanya que va competir sota bandera de la República Democràtica Alemanya durant la dècada de 1970.
El 1976 va prendre part en els Jocs Olímpics de Mont-real, on guanyà la medalla d'or en la competició del vuit amb timoner del programa de rem. Quatre anys més tard, als jocs de Moscou, revalidà la medalla d'or en la mateixa prova del programa de rem. En el seu palmarès també destaca una medalla d'or i una de plata en el vuit amb timoner al Campionat del món de rem.